# Mars Rafikov
Mars Zakirovič Rafikov (29. září 1933 – 23. července 2000) byl člen prvního oddílu sovětských kosmonautů, ze kterého byl z disciplinárních důvodů propuštěn.
Ve věku 26 let byl v březnu roku 1960 vybrán mezi první skupinu sovětských kosmonautů.
V březnu 1962 byl z oddílu propuštěn oficiálně z disciplinárních důvodu kvůli celé řadě prohřešků jako zženštilost, potulování po moskevských restauracích, opilství a podobně. Nicméně ostatní kosmonauti se chovali podobně, ale nemohli být oficiálně potrestaní kvůli jejich mezinárodní reputaci a věhlasu. German Titov později uvedl, že skutečný důvod Rafikovova propuštění bylo to, že se rozvedl s manželkou.
Po odchodu z oddílu kosmonautů zůstal v armádě, sloužil například ve válce v Afghánistánu.
Existovala snaha zakrýt přítomnost Rafikova v oddílu kosmonautů, takže byl vymazáván ze společných fotografií.
Zemřel ve věku 66 let v roce 2000.